# Gorūrān-e Do Dang
Gorūrān-e Do Dang är en ort i Iran.   Den ligger i provinsen Kermanshah, i den nordvästra delen av landet, 400 km väster om huvudstaden Teheran. Gorūrān-e Do Dang ligger 1 325 meter över havet och antalet invånare är 166.
Terrängen runt Gorūrān-e Do Dang är varierad.Runt Gorūrān-e Do Dang är det ganska tätbefolkat, med 185 invånare per kvadratkilometer. Närmaste större samhälle är Kāmyārān, 18,8 km norr om Gorūrān-e Do Dang. Trakten runt Gorūrān-e Do Dang består till största delen av jordbruksmark.